# Darkrai
Darkrai (ダークライ, Dākurai, dans les versions originales en japonais) est une espèce de Pokémon de la quatrième génération. C'est un Pokémon fabuleux son histoire c’est qu’il fait fuir les autres humains et Pokémon avec des cauchemars pour les chasser de son territoire 

## Création
Propriété de Nintendo, la franchise Pokémon est apparue au Japon en 1996 avec les jeux vidéo Pocket Monsters Vert et Pocket Monsters Rouge. Son concept de base est la capture et l'entraînement de créatures appelées Pokémon, afin de leur faire affronter ceux d'autres dresseurs de Pokémon. Chaque Pokémon possède un ou deux types — tels que l'eau, le feu ou la plante  — qui déterminent ses faiblesses et ses résistances au combat. En s'entraînant, ils apprennent de nouvelles attaques et peuvent évoluer en un autre Pokémon.
Darkrai est un Pokémon fabuleux, c'est-à-dire qu'il ne peut normalement être ni rencontré ni capturé dans les jeux vidéo ; en conséquence, sa capture n'est pas nécessaire pour compléter le Pokédex. Dans les versions Diamant, Perle et Platine, il ne peut être obtenu que grâce à un objet spécial distribué par Nintendo.
Le nom Darkrai, en version originale ダークライ (Dākurai), est composé du mot anglais dark (sombre) et du mot japonais 暗い (kurai, sombre). Comme pour les autres Pokémon fabuleuxs, toutes les traductions du jeu reprennent le nom japonais officiel en rōmaji.

## Description
Darkrai est un Pokémon noir et fantomatique. La fumée qui couvre sa tête ne laisse apparaître que son œil gauche, d'un bleu clair. Ses bras sont longs et minces par rapport à ses mains, qui comportent trois doigts. De longs rubans noirs se situent sur ses épaules. Son abdomen est très fin. Ses jambes sont longues, minces et pointues. Il a une queue en forme de ruban, comme celles de ses épaules.
Darkrai ne se montre que la nuit. Il est le maitre des cauchemars.
Suivant ses apparitions, Darkrai joue un rôle positif ou antagoniste. Dans le film L'Ascension de Darkrai, il intervient lors du combat entre Dialga et Palkia et dans Pokémon Ranger 2, il est le protecteur du cristal d'ombre, mais tombe sous l'emprise du président de Loyau S.A. En revanche, dans les jeux Pokémon Diamant et Perle, il fait des victimes à Joliberges et dans Pokémon Donjon Mystère : Explorateurs de l'ombre, c'est un être maléfique qui désire un monde de ténèbres, et tente de paralyser la planète, puis de distordre l'espace. De même, dans Pokémon Noir 2 et Blanc 2, il aurait causé la mort d'une petite fille prise dans ses mauvais rêves.  
Darkrai maîtrise le sommeil de chacun. Il peut bercer les gens pour les faire rêver, mais peut aussi leur faire faire de terribles cauchemars, qui peuvent tuer la victime par épuisement. Une plume de Cresselia permet de se libérer du cauchemar. Il peut également léviter et voler a volonté, et possède de puissants pouvoirs sombres lui permettant de se téléporter et de créer des sphères ou des lasers ténébreux. Il peut aussi créer des portails temporels amenant dans le passé ou dans le futur. Enfin Darkrai possède une résistance phénoménale: il survit a un passage dans un portail temporel dans Donjon Mystère 2 et a un passage dans un trou noir dans Pokepark 2. Dans le film, il est doté de la parole et peut se déplacer rapidement en devenant une ombre.

## Apparitions

### Jeux vidéo
Darkrai apparaît dans la série de jeux vidéo Pokémon. D'abord en japonais, puis traduits en plusieurs autres langues, ces jeux ont été vendus à plus de 200 millions d'exemplaires à travers le monde.

### Série télévisée et films
La série télévisée Pokémon ainsi que les films sont des aventures séparées de la plupart des autres versions de Pokémon et mettent en scène Sacha en tant que personnage principal. Sacha et ses compagnons voyagent à travers le monde Pokémon en combattant d'autres dresseurs Pokémon.
Darkrai est présent dans le 10e volet de Pokémon (L'Ascension de Darkrai) en compagnie de Palkia et Dialga. 

## Réception
Darkrai est un Pokémon très populaire auprès des fans.